# Pulnoy
Pulnoy è un comune francese di 4 593 abitanti situato nel dipartimento della Meurthe e Mosella nella regione del Grand Est.

## Società

### Evoluzione demografica
Abitanti censiti